# Brenda Pérez
Brenda Pérez Soler (Barcelona, 27 de junio de 1993) es una futbolista española que juega en el Sporting Clube de Portugal.

## Biografía
Juega como centrocampista. Se formó en las categorías inferiores del Espanyol, debutando con el primer equipo en la temporada 2011/2012. Ha desarrollado su carrera en equipos españoles de primera y segunda división, como el CE Sant Gabriel, Atlético de Madrid, Valencia CF y el Club Deportivo Canillas. En la temporada 2016/2017 vuelve al equipo en que debutó, en RCD Espanyol. Además, es internacional con la selección española.
En 2015 participó en un experimento del programa televisivo El hormiguero de Antena 3 en el cual participó en un partido de fútbol masculino disfrazada de hombre. Solo el árbitro y el entrenador de su equipo conocían su identidad. De esta manera, se pretendía reivindicar el fútbol femenino. Asimismo, en 2016 replicó a unas declaraciones del entonces jugador del FC Barcelona Luis Suárez en las que decía que el fútbol es cosa de hombres.
Actualmente compagina la actividad deportiva con sus estudios de periodismo.